# توچن
توچن (به فرانسوی: Tuchan) یک کامین در فرانسه است که در Canton of Tuchan واقع شده‌است.

## خصوصیات
توچن ۵۹٫۵۲ کیلومترمربع مساحت و ۸۱۷ نفر جمعیت دارد و ۱۱۹ متر بالاتر از سطح دریا واقع شده‌است.